# Veinticuatro Generales de Takeda Shingen

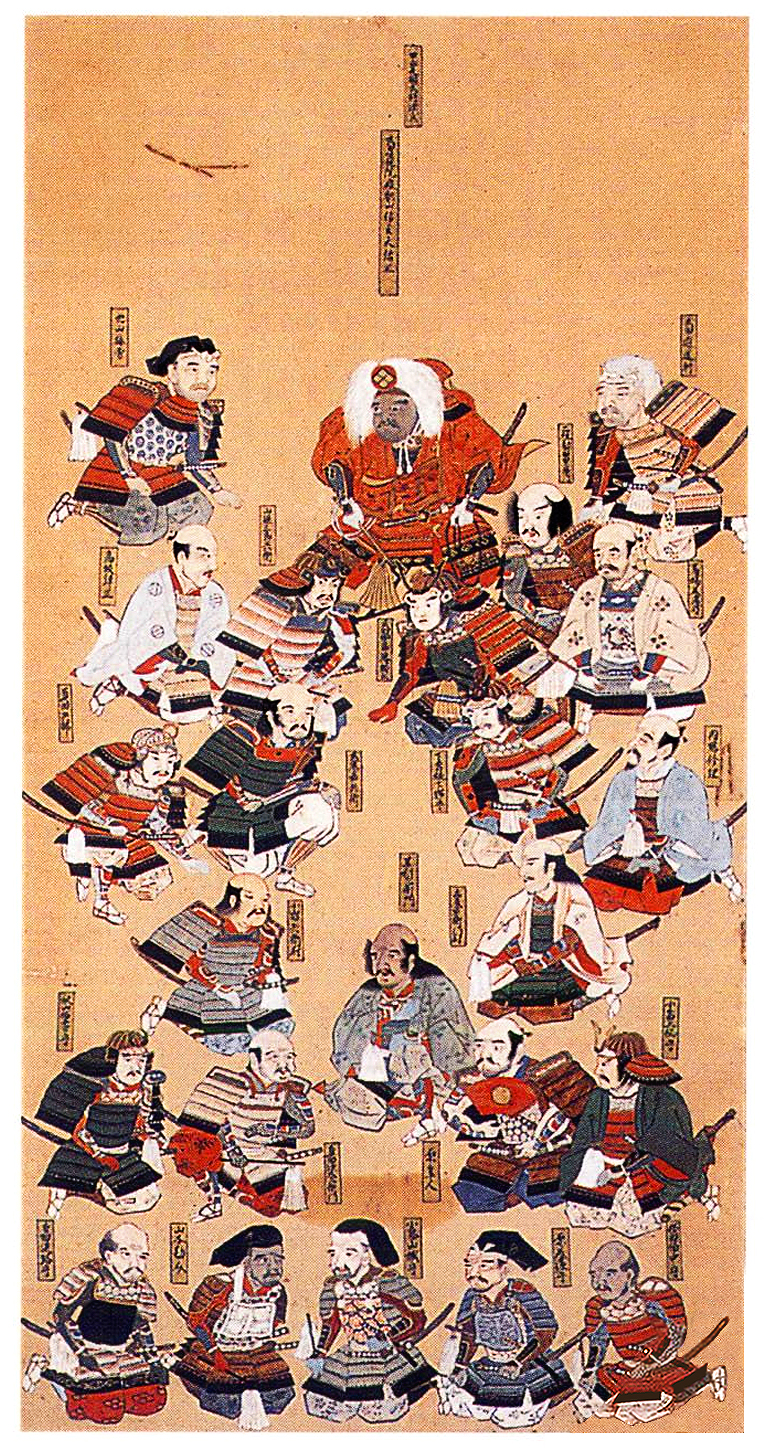
Representación de Los Veinticuatro Generales de Takeda Shingen.

Los “Veinticuatros Generales de Takeda Shingen” (武田二十四将?) fue uno de los grupos de comandantes famosos en Japón durante el período Sengoku. Estos veinticuatro generales eran los de mayor confianza en el ejército de Takeda Shingen. Casi la tercera parte de ellos perecieron en la Batalla de Nagashino en 1575 cuando se enfrentaron a las fuerzas de Oda Nobunaga.

## Los Veinticuatro Generales
- Akiyama Nobutomo – involucrado en la invasión de la Provincia de Shinano.
- Amari Torayasu – muerto durante la Batalla de Uedahara de 1548.
- Anayama Nobukimi – después de la Batalla de Mikatagahara y la Batalla de Nagashino, se alió con Tokugawa Ieyasu y ayudó a derrotar a Takeda Katsuyori.
- Baba Nobuharu – peleó en la Batalla de Mikatagahara y en la Batalla de Nagashino donde murió.
- Hara Masatane – muerto durante la Batalla de Nagashino de 1575.
- Hara Toratane
- Ichijō Nobutatsu – hermano menor de Shingen, peleó en la Batalla de Nagashino.
- Itagaki Nobukata – muerto durante la Batalla de Uedahara de 1548.
- Kōsaka Danjō Masanobu – tuvo una participación importante durante la Cuarta Batalla de Kawanakajima, pero no estuvo presente en la Batalla de Nagashino.
- Naitō Masatoyo
- Obata Toramori – muerto en 1561, se documenta que recibió 40 heridas en 30 batallas.
- Obata Masamori – llevó el mando del contingente principal de caballería durante la Batalla de Nagashino.
- Obu Toramasa
- Ohama Kagetaka – Muerto en 1597.
- Oyamada Nobushige – peleó en las batallas de Kawanakajima, Mikatagahara, y Nagashino.
- Saigusa Moritomo – muerto durante la Batalla de Nagashino de 1575.
- Sanada Yukitaka - daimyō de la Provincia de Shinano que se sometió a Shingen.
- Sanada Nobutsuna - muerto durante la Batalla de Nagashino de 1575.
- Tada Mitsuyori
- Takeda Nobushige – hermano menor de Shingen, muerto en la Cuarta Batalla de Kawanakajima de 1561.
- Takeda Nobukado – hermano de Shingen, muerto en 1582.
- Tsuchiya Masatsugu – peleó en la Batalla de Mikatagahara, murió durante la Batalla de Nagashino en 1575.
- Yamagata Masakage – peleó en la Batalla de Mikatagahara y en el Asedio de Yoshida, murió en la Batalla de Nagashino en 1575.
- Yamamoto Kansuke – estratega durante las cuatro Batallas de Kawanakajima, donde murió.
- Yokota Takatoshi – muerto durante el Asedio de Toishi en 1550.